# Meinher von Neuenburg
Meinher von Neuenburg (* vor 1246; † 1280) war von 1272 bis 1280 Bischof von Naumburg.

## Leben
Meinher stammte aus der Sippe der Meinheringer. Er war der Sohn des Burggrafen Hermann II. von der Neuenburg (* vor 1215; † zw. 29. März 1269 und 18. Juli 1271) und seiner Gemahlin Gräfin Gertrud von Mansfeld († nach 1230). Sein Bruder Meinher begründete die Linie der Burggrafen von Meißen. Zwei weitere Brüder, von zehn bekannten Geschwistern, waren Domherren am Naumburger Dom.
Er war seit 1245 als Dompropst in Naumburg nachweisbar und vertrat in dieser Stellung bereits Dietrich II. von Meißen. Im Dezember 1272 wurde er zum Bischof von Naumburg-Zeitz gewählt und vertrat gegenüber den Wettinern, zumindest formal, seine Stellung als geistlicher Territorialherr. Um die Schulden seines Amtsvorgängers abzubauen, verkaufte er einige Güter seines Bistums und konnte durch verwandtschaftliche Beziehungen den Status des Bistums wieder stabilisieren.
Er engagierte sich kaum in Reichsangelegenheiten, sondern beteiligte sich vornehmlich an kirchenorganisatorischen Aufgaben. So weilte er 1274 beim Konzil in Lyon, nahm an der Weihe des Christian von Mühlhausen zum Bischof von Samland teil und regelte vor allem seine Bistumsangelegenheiten. Nachdem Meinher verschiedene Ablässe erteilt hatte, trübte sich 1277 sein Verhältnis und das seiner benachbarten Amtsbrüder gegenüber der römischen Kurie. Der Grund lag in der Erhebung des Anspruchs auf den Zehnten durch Nikolaus III., den die Bischöfe verweigerten, woraufhin sie mit dem päpstlichen Bann belegt wurden. Meinher starb, ohne vom päpstlichen Bann befreit worden zu sein, zwischen dem 20. August und Mitte November 1280. Die Lage seines Grabes ist unbekannt, die Nachricht über seine Bestattung in Meißen stammt aus der Taubeschen Chronik des Geschichtsfälschers Johann Georg Rauhe.